# Emilie Lehmus
Emilie Lehmus (ur. 30 sierpnia 1841 w Fürth, zm. 17 października 1932 w Gräfenbergu) – niemiecka lekarka, ginekolożka, druga studentka medycyny z krajów niemieckojęzycznych w Zurychu i pierwsza lekarka rezydentka w Niemczech.

## Życiorys
Była córką pastora Friedricha Theodora Eduarda Lehmusa. Ojciec w 1837 założył pierwsze w Niemczech przedszkole, w 1851 zaś stowarzyszenie ubogich i chorych. Był prekursorem ewangelickiej diakonii. Pozwolił wszystkim 6 córkom uczyć się tego, co je interesowało. Początkowo Emilie uczyła się pod jego opieką. Po skończeniu kolegium nauczycielskiego przez kilka lat pracowała jako nauczycielka w szkole średniej dla dziewcząt w Fürth. Ukończyła studia językowe w Paryżu. Podczas wizyty u najstarszej siostry w Berlinie, około Wielkanocy 1870, postanowiła studiować medycynę. Mógł ją pociągnąć przykład pierwszej stomatolożki w Niemczech, Henriette Hirschfeld-Tiburtius, którą poznała. Lehmus zaczęła studia na Uniwersytecie w Zurychu. Doktorat obroniła z wyróżnieniem. Przez kilka miesięcy 1875 pracowała w uniwersyteckim szpitalu położniczym u prof. Webera w Pradze, potem była lekarką w szpitalu położniczym i klinice dla kobiet w Dreźnie. Jej zwierzchnikiem był ginekolog prof. Franz von Winckel, który do lat 90. XIX wieku jako jedyny profesor w Niemczech przyjmował do swojej kliniki asystentki i szkolił je. Początkowo odmówiono Emilie uznania wykształcenia medycznego, co było spowodowane uprzedzeniem do niej ze względu na płeć. W 1876 jako pierwsza Niemka zyskała tytuł lekarza dla kobiet i dzieci. Wybrała ginekologię, by pomóc kobietom, które obawiały się badania przez lekarzy, a często pierwszy raz badały się dopiero po ślubie. Emilie miała status lekarza rezydenta, ale bez niemieckiej licencji na wykonywanie zawodu lekarza.

Prawdopodobnie w 1876 zamieszkała w Berlinie. Otworzyła prywatną praktykę. Dodatkowo od 1877 wraz z koleżanką po fachu, poznaną na studiach Franziską Tiburtius, prowadziła poliklinikę lekarską dla kobiet i dzieci przy Alte Schönhauser Straße 23 w Berlin-Mitte. Lokal udostępnił im bezpłatnie właściciel browaru Julius Bötzow. W latach 1878–1885 wraz z Franziską Tiburtius pracowały dla stowarzyszenia lekarskiego dla nauczycieli i wychowawców, następnie w latach 1889–1900 w stowarzyszeniu pomocy handlowo-handlowej dla pracownic. Wspierała je finansowo Henriette Hirschfeld-Tiburtius, szwagierka Franziski. W 1881 Lehmus założyła Dom Pomocy dla Kobiet, przekształcony i rozbudowany później w nowoczesną klinikę chirurgiczną. Miejsce oferowało lekarkom szkolenia i rozwój zawodowy.

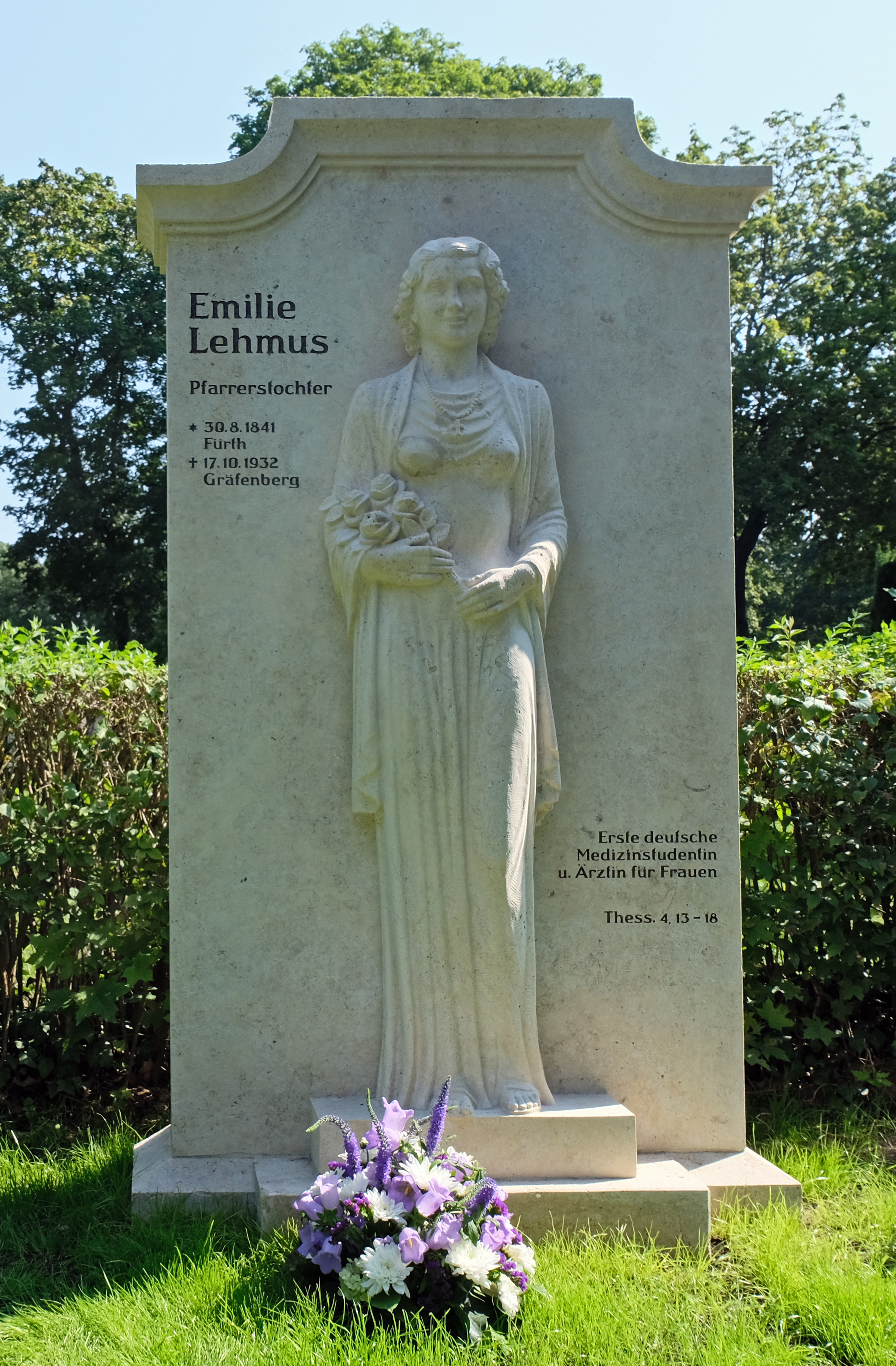
Pomnik na cmentarzu w Fürth upamiętniający Emilie Lehmus

Około 1900 Lehmus została zmuszona do przerwania pracy. Zachorowała na zapalenie płuc. Przez kilka lat mieszkała w Monachium u sióstr. Kiedy w 1908 w Berlinie powstało Stowarzyszenie Lekarzy, przekazała mu 16 tys. marek niemieckich. Po I wojnie światowej zamieszkała z jedną z sióstr w Gräfenberg koło Erlangen.
Została pochowana na cmentarzu komunalnym w Fürth.
Była ewangeliczką. Nigdy nie wyszła za mąż. Jej mottem były słowa: Bądź szczęśliwy i bądź szczery.

## Upamiętnienie

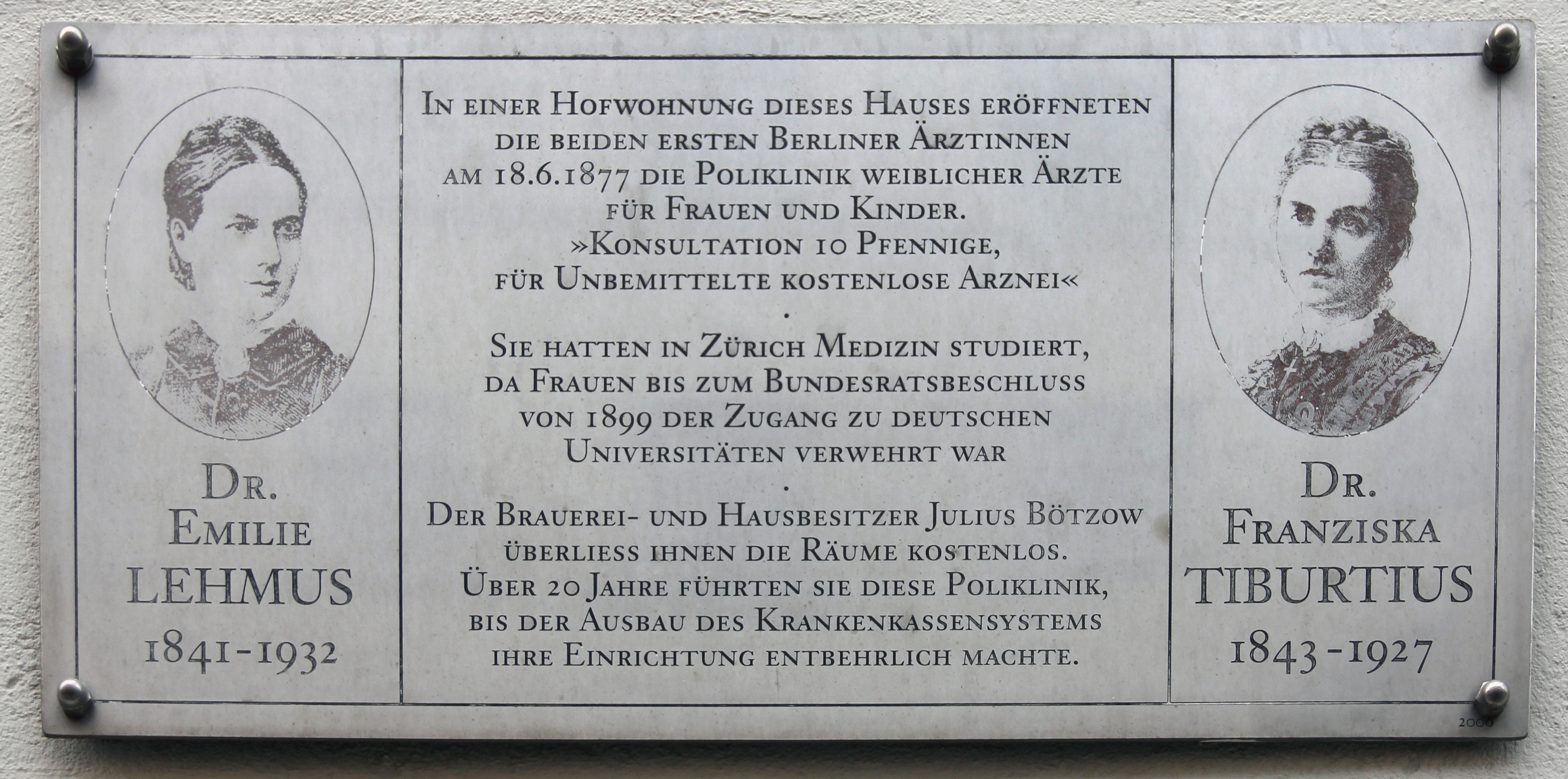
Tablica w Berlinie upamiętniająca Emilie Lehmus i Franziskę Tiburtius

W dniu 18 czerwca 2006 na ścianie domu przy Alte Schönhauser Allee 23, gdzie mieściła się poliklinika prowadzona przez Emilie Lehmus i Franziskę Tiburtius, umieszczono tablicę je upamiętniającą.
W dniu 30 sierpnia 2019 na cmentarzu komunalnym w Fürth odbyła się uroczystość upamiętniająca Emilie Lehmus. Przy wsparciu Niemieckiego Towarzystwa Ginekologicznego i Położniczego oraz władz miasta Fürth wzniesiono kamień pamiątkowy. Jednak postać na pomniku ku czci lekarki to nie Emilie Lehmus, ale Christel Schuirer (1918–1944) z Fürth, która zmarła z powodu powikłań po porodzie.